# Secunda
Secunda is een industriestad in de Zuid-Afrikaanse provincie Mpumalanga.
Secunda telt ongeveer 40.000 inwoners. De township Embhalenhle bij Secunda telt ongeveer 245.000 inwoners.

## Geschiedenis
Secunda is, samen met de andere industriestad Sasolburg), in 1954 gesticht van SASOL, de Suid-Afrikaanse Steenkool-, Olie- en Gasmaatskappy rond de steenkoolmijnen. Secunda (uit het Latijn: tweede, secund, secundi betekent seconden/na) werd genoemd omdat het de tweede stad is, die werd opgericht na Sasolburg, die in de buurt ligt.
Er staan een belangrijke fabriek van SASOL. Deze fabriek produceert vloeibare brandstoffen, petroleumproducten, uit vaste brandstoffen (steenkool) en is de grootste kolenliquefactie fabriek ter wereld. Dit gebeurt via kolenvergassing en de Fischer-Tropsch-methode. 

## Subplaatsen
Het nationaal instituut voor de statistiek, Stats SA, deelt sinds de census 2011 deze hoofdplaats in in 22 zogenaamde subplaatsen (sub place), waarvan de grootste zijn: Secunda Ext 16, Secunda Ext 22 en Secunda SP1.